# Gottfried von Einem

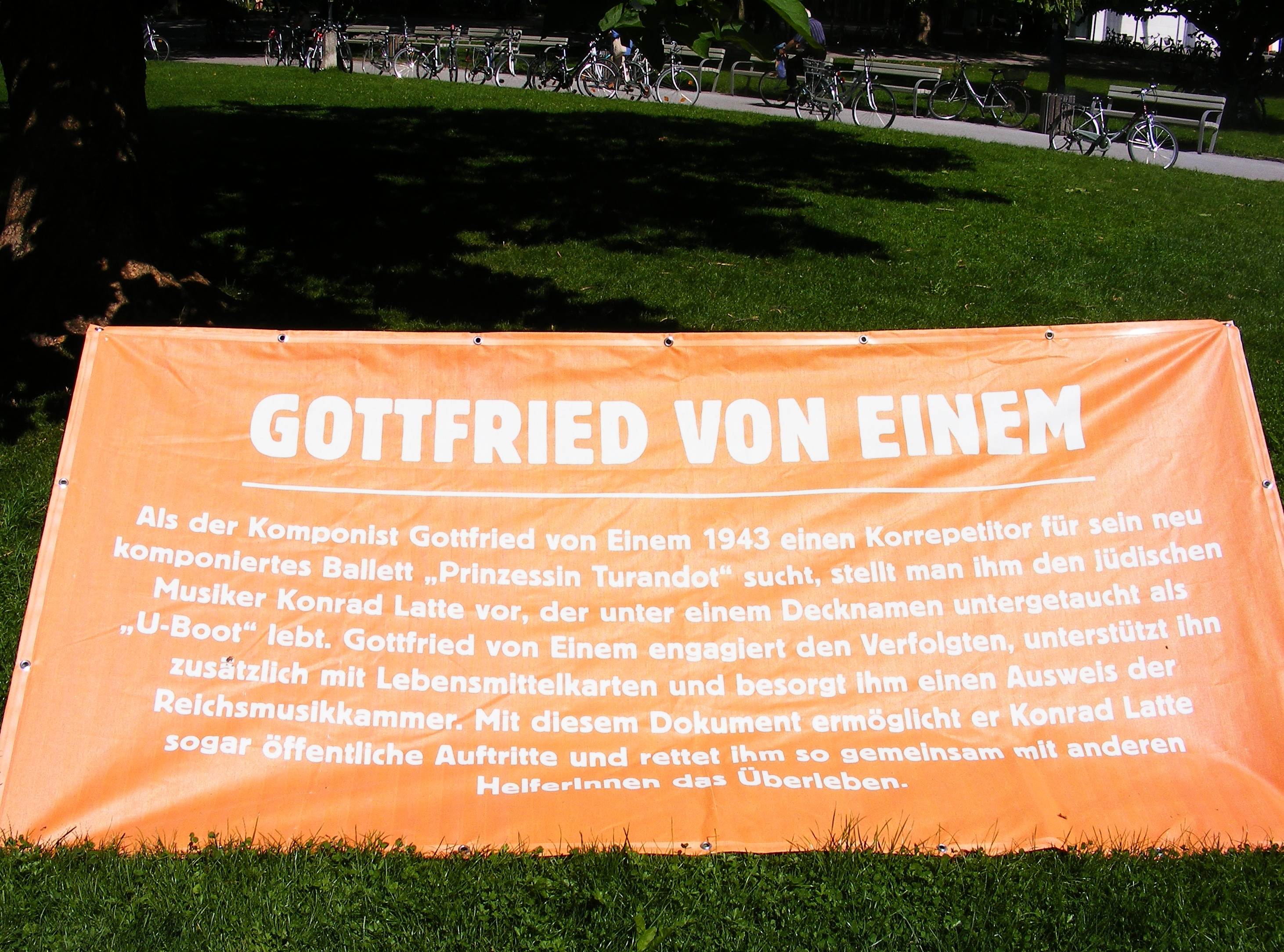

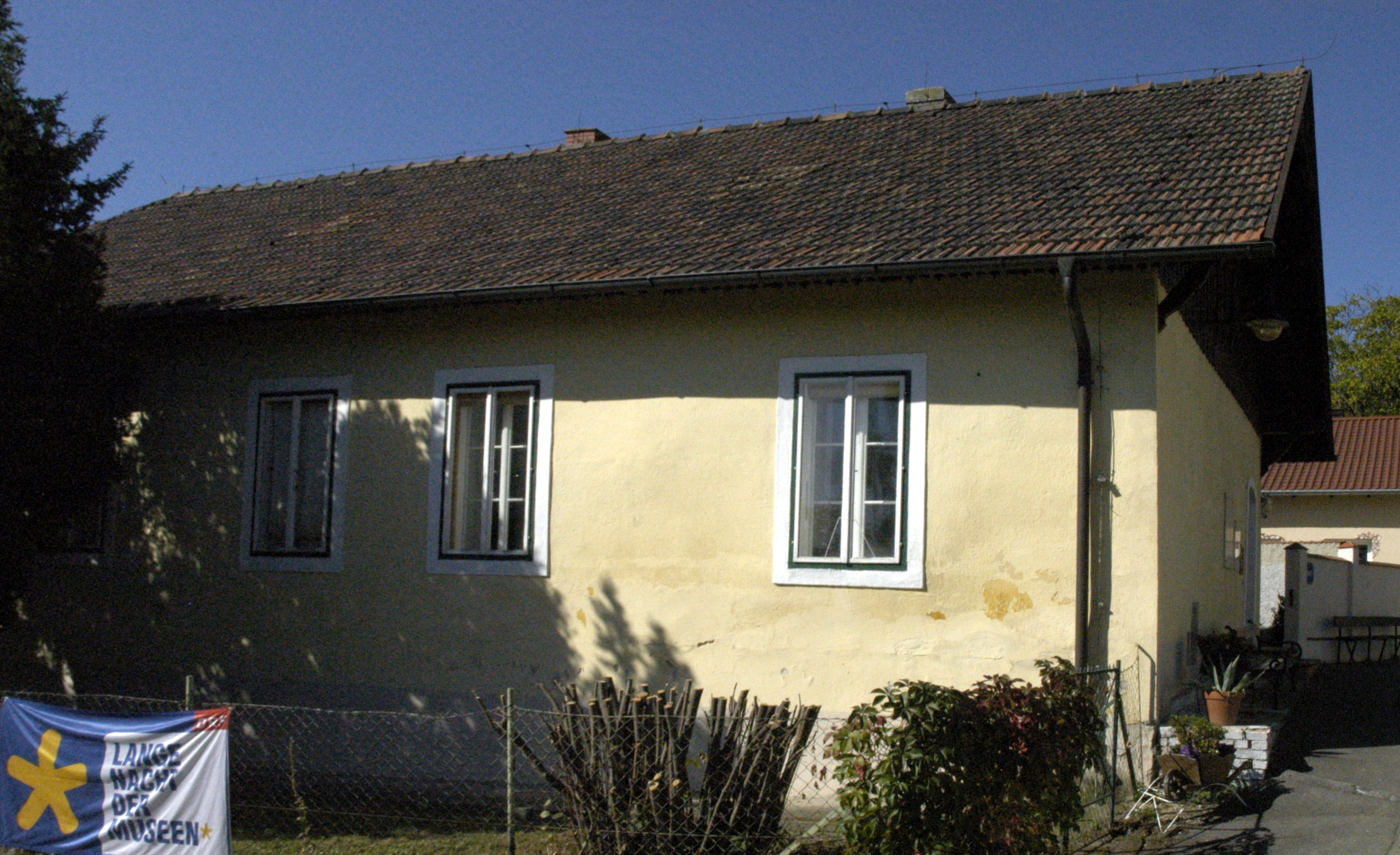

Gottfried von Einem (Berna, 24 gennaio 1918 – Oberdürnbach, 12 luglio 1996) è stato un musicista e compositore austriaco, noto soprattutto come compositore di opere liriche, ma anche come autore di musica sinfonica, da camera e di scena.

## Biografia
Nacque a Berna, capitale della Confederazione elvetica, in una famiglia di diplomatici austriaci: suo padre, William von Einem, era addetto militare dell'ambasciata dell'Austria-Ungheria in Svizzera. Un'altra fonte, tuttavia, afferma che William von Einem fosse solo il padre adottivo: il padre naturale sarebbe stato il conte László von Hunyadi, un aristocratico ungherese. Sua madre, la baronessa Gerta Louise nata Rieß von Scheurnschloss, figlia di un ufficiale di Kassel, visse tra Berlino e Parigi conducendo uno stile di vita brillante. La famiglia si trasferì a Malente, nello Schleswig-Holstein prussiano, quando Gottfried aveva quattro anni di età.
Dopo le scuole secondarie a Plön e a Ratzeburg, nel 1937 Gottfried von Einem si recò a Berlino per studiare musica alla Universität der Künste Berlin con Paul Hindemith, il quale tuttavia si era appena dimesso per protesta contro le autorità naziste. Iniziò a lavorare nel 1938 come ripetitore nell'agenzia teatrale del tenore Max Lorenz; lo stesso anno divenne assistente alla regia di Heinz Tietjen al Festival di Bayreuth. Nel 1941 iniziò a prendere lezioni di contrappunto con Boris Blacher; in quel periodo risale la composizione della sua prima opera, Prinzessin Turandot, un balletto iniziato su suggerimento di Werner Egk. Prinzessin Turandot fu eseguito la prima volta al Dresden Semperoper diretta da Karl Elmendorff all'inizio del 1944 e divenne un successo. In precedenza, nel marzo 1943, era stata eseguita una sua composizione, Capriccio, op. 2, dai Berliner Philharmoniker diretti da Leo Borchard.
Lo stesso anno si trasferì in Austria: risiedette soprattutto a Vienna e studiò contrappunto con Johann Nepomuk David. Nel 1946 sposò Lianne von Bismarck con la quale nel 1948 ebbe il figlio Caspar che diverrà un importante politico austriaco. Rimasto vedovo di Lianne nel 1962, si risposò nel 1966 con la scrittrice Lotte Ingrisch, sua librettista.
Gottfried von Einem ha composto principalmente musica per teatro; la sua attività operistica, coronata da grandi successi, risente di un numero eterogeneo di influenze. È stato comunque un compositore molto eclettico, essendosi dedicato ai più diversi generi musicali, ma legato sempre al sistema tonale, al pari di Paul Hindemith.
Nel 1955 è stato insignito del Premio Theodor Körner.

## Composizioni (selezione)
- Prizessin Turandot op.1, Balletto da Carlo Gozzi (1944)
- Dantons Tod op.6, (da Georg Büchner) Opera (1947)
- Il processo (Der Prozeß), op.14, (da Franz Kafka) Opera (1953 al Theater an der Wien per lo Staatsoper con Max Lorenz (cantante) e Lisa Della Casa)[5]
- Concerto (No.1) per pianoforte e orchestra op.20 (1956)
- Tanz-Rondo op.27 per orchestra (1959) (première, Staatliche Musikhochschule di Monaco diretta da Eugen Jochum)
- Der Zerrissene op.31, libretto del compositore e Boris Blacher (da Johann Nestroy) Opera comica in 2 atti, (1964) (première, diretta da Wolfgang Sawallisch alla Staatsoper di Amburgo)
- Concerto per violino e orchestra op.33 (1970) (première, Großer Musikvereinsaal di Vienna diretto da Seiji Ozawa)
- Drei Studien op.34, per chitarra
- La visita della vecchia signora (Der Besuch der alten Dame) op.35, Opera in 3 atti (da Friedrich Dürrenmatt) (1971) (première, al Wiener Staatsoper con Christa Ludwig ed Eberhard Waechter)[6]
- Kabale und Liebe, op.44 (da Friedrich Schiller) (1976)
- Jesu Hochzeit, op.52, Oratorio sacro (1980 al Theater an der Wien con Eberhard Waechter), libretto di Lotte Ingrisch
- Der Tulifant, op.75 (1990), libretto di Lotte Ingrisch
- Vierte Symphonie, op.80 (1988)
- Quartetto per Archi, op.85 (1989)
- Luzifers Lächeln, op.110, Opera da camera (1998), libretto di Lotte Ingrisch